# هل لديك دونات

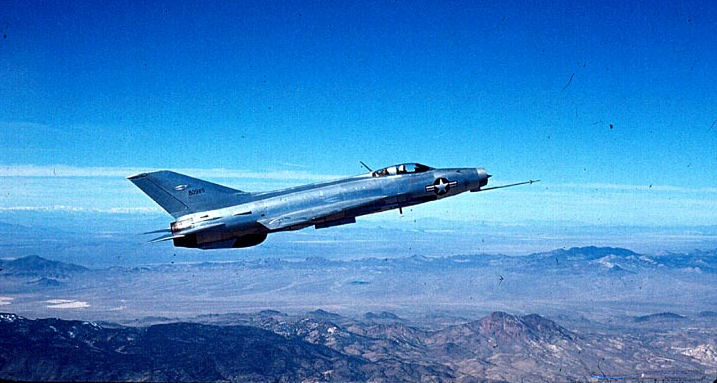
"هل لديك دونات" تحلق في عام 1968

هل لديك دونات (بالانجليزية: Have Donut) هو اسم مشروع وكالة الاستخبارات الدفاعية الذي كان هدفه تقييم واستغلال طائرة ميكويان-جوريفيتش ميج-21 التي حصلت عليها القوات الجوية الأمريكية في عام 1967 من إسرائيل. حصلت إسرائيل على الطائرة نتيجة لعملية الماس ، في 16 أغسطس 1966، عندما قام طيار القوات الجوية العراقية النقيب منير روفا ، في 16 أغسطس 1966، في انشقاق تم ترتيبه مسبقًا من قبل وكالة المخابرات الإسرائيلية الموساد ، بنقلها إلى إسرائيل خلال رحلة تدريبية.
في هذا المشروع متعدد الخدمات، قام طيارو القوات الجوية والبحرية الأمريكية بتقييم الطائرة ميج-21، التي أعيد تصميمها باسم "وار أف-110"، في مجموعة متنوعة من المواقف. تمت الإشارة إلى الطائرة باسم " الدونات" نظرًا لوجود مدخل على شكل كعكة الدونات في مقدمة الطائرة. أدى هذا إلى اسم المشروع " هل لديك دونات". كان عدم قدرة البحرية على نشر نتائج هذا المشروع شديد السرية على الطيارين المقاتلين جزءًا من الدافع لإنشاء مدرسة الأسلحة المقاتلة التابعة للبحرية الأمريكية . تم إجراء اختبارات هل لديك دونات في المنطقة 51 . "  حدث مشروع مماثل بعد عام يُعرف باسم هل لديك الحفر ، والذي استخدم طائرة
ميكويان جوريفيتش ميج-17 التي تم الحصول عليها بنفس الطريقة.[بحاجة لمصدر]

## أنظر أيضاً
- ربط ثابت